# Ehrenring der Stadt Mannheim

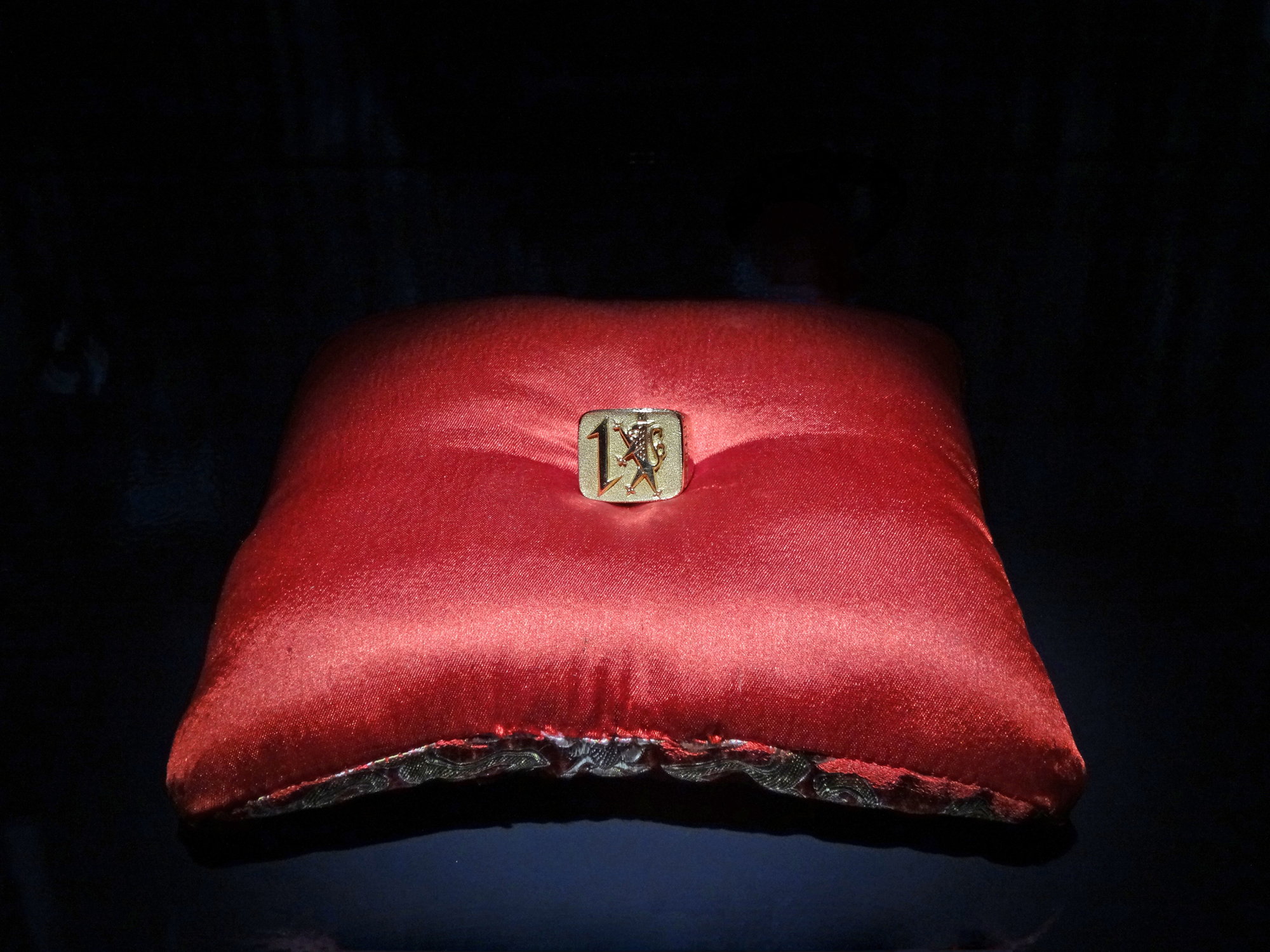
Ehrenring der Stadt Mannheim

Der Ehrenring der Stadt Mannheim ist nach der Ehrenbürgerwürde die zweithöchste Auszeichnung der Stadt Mannheim.
Er wurde 1966 von der Stadt anlässlich der 1.200-Jahr-Feier der Ersterwähnung Mannheims im Lorscher Codex gestiftet. Der Ring wird an Persönlichkeiten verliehen, die sich um die Stadt besonders verdient gemacht haben und der Auszeichnung würdig sind. Die Zahl der lebenden Ehrenringträger soll sieben nicht übersteigen. Die Ehrung muss von mindestens zwei Dritteln der Gemeinderatsmitglieder beschlossen werden.
Der Ehrenring, der vom Oberbürgermeister verliehen wird, besteht aus 18-karätigem Gold und zeigt das Mannheimer Wappen mit der Umschrift „Die Stadt Mannheim für besondere Verdienste“. Im Innern des Rings sind der Name des Geehrten und das Datum der Verleihung eingraviert.

## Träger des Ehrenringes
- 1966: Walter Raymond (1886–1972), Unternehmer[3]
- 1966: Karl Schweizer (1896–1976), SPD-Gemeinderat, DGB-Vorsitzender[4]
- 1966: Max Silberstein (1897–1966), Präsident des Landgerichts Mannheim[3]
- 1969: Franz Josef Brecht (1899–1982), Gemeinderat, Rektor der Wirtschaftshochschule[3]
- 1969: Maurice Arreckx (1917–2001), Bürgermeister der Partnerstadt Toulon[3]
- 1970: Daniel-Henry Kahnweiler (1884–1979), Kunsthändler und Galerist, Mäzen[5]
- 1971: Herbert Maisch (1890–1974), Intendant des Nationaltheaters, Regisseur[3]
- 1971: Richard Freudenberg (1892–1975), Unternehmer, Ehrenpräsident der IHK Mannheim, Landtags- und Bundestagsabgeordneter[3]
- 1973: Karoline Ludwig (1895–1978), SPD-Gemeinderätin, Vorstandsmitglied im SPD-Kreisverband und in der Arbeiterwohlfahrt[4]
- 1976: Kurt Angstmann (1915–1978), SPD-Gemeinderat, Landtagsabgeordneter, baden-württembergischer Finanzminister[3]
- 1976: Maria Scherer (1902–1981), CDU-Gemeinderätin, Landtagsabgeordnete[3]
- 1977: Sepp Herberger (1897–1977), Fußballspieler des SV Waldhof und des VfR Mannheim, Trainer der deutschen Nationalmannschaft, Weltmeister 1954[3]
- 1978: Hans K. Göhringer (1913–2004), Vorstandsvorsitzender der BBC, Präsident der IHK Rhein-Neckar[3]
- 1980: Lena Maurer (1904–1990), SPD-Gemeinderätin und Landtagsabgeordnete[3]
- 1981: Rudolf Haas (1901–1987), Unternehmer, Vorsitzender des Mannheimer Altertumsvereins[6]
- 1982: Erich Merkert (1907–1982), CDU-Gemeinderatsvorsitzender, Vorsitzender des Katholischen Bildungswerks, Notariatsdirektor[4]
- 1983: Franz Völker (1912–2007), Pfarrer an der St.-Aegidius-Kirche und der Heilig-Geist-Kirche, Vorsitzender des Caritasverbands, katholischer Stadtdekan[3]
- 1983: Otto Bauder (1912–2002), SPD-Gemeinderat, Vorsitzender der Arbeiterwohlfahrt und vom SV Seckenheim[7]
- 1983: Hans J. Reuther (–2003), Unternehmer, Präsident der IHK Rhein-Neckar[3]
- 1990: Heinrich Vetter (1910–2003), Unternehmer und Mäzen[8]
- 2000: Max Jaeger (1925–2014), SPD-Gemeinderatsvorsitzender, DGB-Kreisvorsitzender, Kreisgeschäftsführer der Arbeiterwohlfahrt[9]
- 2000: Hans Martini (1927–2021), Bürgermeister, CDU-Gemeinderatsvorsitzender[10]
- 2000: Emilie Hucht (1920–2014), CDU-Gemeinderätin, Ehrenvorstand der CDA[11]
- 2000: Walter Pahl (1923–2011), SPD-Gemeinderatsvorsitzender, Vorstand der Gartenstadt-Genossenschaft[12]
- 2004: Leo Pfanz-Sponagel (1928–2024), CDU-Gemeinderat, Leiter der Feudenheim-Realschule[3]
- 2006: Horst Schroff (* 1935), Pfarrer an der Zwölf-Apostel-Kirche und der Jesuitenkirche, katholischer Stadtdekan[13]
- 2009: Manfred Fuchs (* 1939), Unternehmer und Mäzen[14]
- 2010: Roland Hartung (* 1936), CDU-Gemeinderatsvorsitzender, Vorstandsvorsitzender der MVV Energie AG, Verwaltungsratsvorsitzender der Abendakademie und Vorsitzender der Alfred-Delp-Gesellschaft[15]
- 2010: Lothar Mark (* 1945), Bürgermeister, Bundestagsabgeordneter, Vorsitzender des Mannheimer ERC und der Arbeiterwohlfahrt[16]